# Pikolo (instrument)
Pikolo  (pikkolo italijanski za „kompaktan”, mada je imenovan po ottavino u Italiji) flauta je s polovinom veličine, i pripadnik je familije Drvenih duvačkih muzičkih instrumenata. Savremeni pikolo ima uglavnom isti raspored prstiju kao i njegov veći srodnik, standardna koncertna flauta, mada je zvuk koji proizvodi za oktavu viši od zapisanog. Iz tog je nastao naziv ottavino (italijanski za „malu oktavu“), kako se instrument naziva u partiturama italijanskih kompozitora. Takođe se naziva flauto piccolo ili flautino.
U orkestarskom okruženju, svirač pikola često je označen kao „pikolo/flauta III“. Veći orkestri su ovu poziciju odredili kao samostalnu zbog zahteva iz literature. Pikola su često orkestrirana da dubliraju violine ili flaute, dodajući sjaj i briljantnost celokupnom zvuku zbog gore pomenute transpozicije od jedne oktave naviše. U postavkama koncertnog benda, pikolo se skoro uvek koristi, a deo za pikolo je gotovo uvek dostupan.

## Traditionalna upotreba
Istorijski, pikolo nije imao dirke, ali ne treba ga mešati sa frulom, koja je tradicionalno jednodelna, ima manji cilindrični otvor i proizvodi oštriji zvuk.
Mit je da je jedan od najranijih komada koji je koristio pikolo bila Simfonija br. 5 u C-molu Ludviga van Betovena, premijerno izvedena decembra 1808. Iako ga ni Jozef Hajdn, ni Volfgang Amadeus Mocart nisu koristili u svojim simfonijama, neki od njihovih savremenika su to činili, uključujući Franz Anton Hofmajster, Franc Ksaver Zjusmajer i Majkl Hajdn. Takođe, Mocart je pikolo koristio u svojoj operi Idomeneo. Orkestarske opere u Parizu su ponekad uključivale male poprečne flaute u oktavi već 1735. godine, kako pokazuju postojeće partiture Žan-Filipa Ramoa.
Pikola se sada uglavnom proizvode u ključu C. Početkom 20. veka pikola su se proizvodila u D♭, jer su bila raniji model savremenog pikoloa. Upravo za ovaj D♭ pikolo, Džon Filip Suza je napisao čuveni solo u finalnom ponavljanju završne sekcije (trija) svog marša „Zvezde i pruge zauvek“.
Iako su nekada pravljena od drveta, stakla ili slonovače, pikola se danas prave od plastike, rezina, mesinga, nikal srebra, srebra i raznih vrsta tvrdog drveta, najčešće grenadile. Fino izrađena pikola često su dostupni sa raznim opcijama sličnim flauti, kao što je mehanizam razvojenog-E. Većina pikola ima konusno telo sa cilindričnom glavom, što je nalik baroknoj flauti i kasnijim flautama pre popularizacije boemske flaute koja se koristi u modernim flautama.

## Repertoar
Postoji čitav niz kompozicija samo za pikolo. Njih su napiali kompozitori kao što su Samjuel Adler, Miguel del Agila, Robert Dik, Majkl Isakson, Dejvid Leb, Stiven Haf, Poli Moler, Vinsent Persičeti i Karlhajnc Štokhauzen.
Repertoar za pikolo i klavir, znatan deo čega su sonate, komponovali su Miguel del Agila, Robert Baksa, Robert Bizer, Rob du Bois, Hauard Dž. Bas, Judžin Damar, Pjer Maks Dubva, Rejmond Gujot, Louel Liberman, Piter Šikele, Majkl Dugerti i Gari Šoker.
Koncerte za pikolo su komponovali između ostalih: Louel Liberman, ser Piter Maksvel Dejvis, Tod Gudman, Martin Amlin, Vil Gej Botje, Brus Broton, Valentino Buči, Avner Dorman, Žan Do, Majkl Iston, Igl Havland, Gus Jansen, Daniel Pinkam i Džef Manukijan.
Pored toga, sada postoji izbor kamerne muzike koja koristi pikolo. Jedan primer je Štokhauzenov Cungenšpicentanc, za pikolo i dva eufonijuma (ili jedan sintesajzer), sa opcionim perkusionistom i plesačem. Drugi su Džordž Kramovi Madrigali, knjiga II za sopran, flautu (dupliranje pikolo / alt flauta), i udaraljke. Ostali primeri uključuju trio za pikolo, kontrafagot i klavir „Šta se dešava sa suzama“ Stivena Hafa, Kvintet za pikolo i gudački kvartet Grejam Voterhausa i Malambo za pikolo, kontrabas i klavir Miguel del Agile. Postoji nekoliko tria za tri pikola, uključujući Quelque Chose canadienne (Nešto kanadsko) Nansi Nors i Ptičiji tango Crt Sojar Voglara za tri pikola sa klavirom. Duh Petruške za osam pikola Melvina Laufa mlađeg i Una piccolo sinfonia za devet pikola Metjua Kinga su još dva primera.

## Literatura
- Gippo, Jan (ed.). The Complete Piccolo: A Comprehensive Guide to Fingerings, Repertoire, and History, second edition, foreword by Laurie Sokoloff; contributing editors, Therese Wacker, Morgan Williams, and Tammy Sue Kirk. Bryn Mawr: Theodore Presser Company, 2008.  978-1-59806-111-6
- Boehm, Theobald (1964). The Flute and Flute-Playing in Acoustical, Technical, and Artistic Aspects. Dayton C. Miller (trans.). New York: Dover Publications. ISBN 0-486-21259-9.
- Kachmarchyk, Vladimir (2008). German flute art in XVIII-XIX centuries. Donetsk: Yugo-Vostok. ISBN 978-966-7271-44-2.
- Phelan, James (2001). The Complete Guide to the Flute and Piccolo. Burkart-Phelan, Inc. ISBN 0-9703753-0-1.
- Powell, Ardal, Dr. „FluteHistory.com”. Архивирано из оригинала 12. 06. 2008. г. Приступљено 25. 8. 2006.
- Rockstro, Richard Shepherd (1890). A Treatise on the Construction, the History and the Practice of the Flute, Including a Sketch of the Elements of Acoustics, and Critical Notices of Sixty Celebrated Flute-Players. London: Rudall, Carte and Co., Ltd. Second Edition, London: Rudall, Carte and Co., Ltd., 1928. Reprint of the second edition, in four volumes, Buren: Frits Knuf, 1986.
- Toff, Nancy (1996). The Flute Book: A Complete Guide for Students and Performers (second изд.). Oxford; New York: Oxford University Press.
- „Flutist or Flautist – Which is Correct?”. Writing Explained (на језику: енглески). 2018-03-23. Приступљено 2020-09-19.
- „Wind instrument - The history of Western wind instruments”. Encyclopedia Britannica (на језику: енглески). Приступљено 2020-09-19.
- Powell, Ardal, Dr. „Medieval flutes”. FluteHistory.com. Приступљено 15. 11. 2006.
- „Flute (Baroque) – Early Music Instrument Database”. Приступљено 18. 12. 2020.
- Spell, Eldred (1983). „Anatomy of a Headjoint”. The Flute Worker. ISSN 0737-8459. Архивирано из оригинала 16. 11. 2007. г. Приступљено 3. 11. 2007.
- Wolfe, Joe. „Acoustic impedance of the flute”. Flute acoustics: an introduction.
- „Curved Head Student Flute by Gear4music”. Gear4music. 2016. Приступљено 22. 3. 2016.
- Goldman, Edwin Franko (1934). Band Betterment. Carl Fischer Inc. New York.
- Toff, Nancy (1996). The flute book: a complete guide for students and performer. Oxford University Press. стр. 20. ISBN 978-0-19-510502-5.
- Toff, Nancy (1996). The Flute Book: A Complete Guide for Students and Performers на веб-сајту Гугл књиге, New York: Oxford University Press US.  0-19-510502-8
- Nancy Toff (1996). The flute book: a complete guide for students and performers. стр. 24. ISBN 978-0-19-510502-5.
- „Trill Fingering Chart for Flute and Piccolo”.
- „How has the pitch standard evolved?”.